# Schöche Dampfwagen Nr. 1

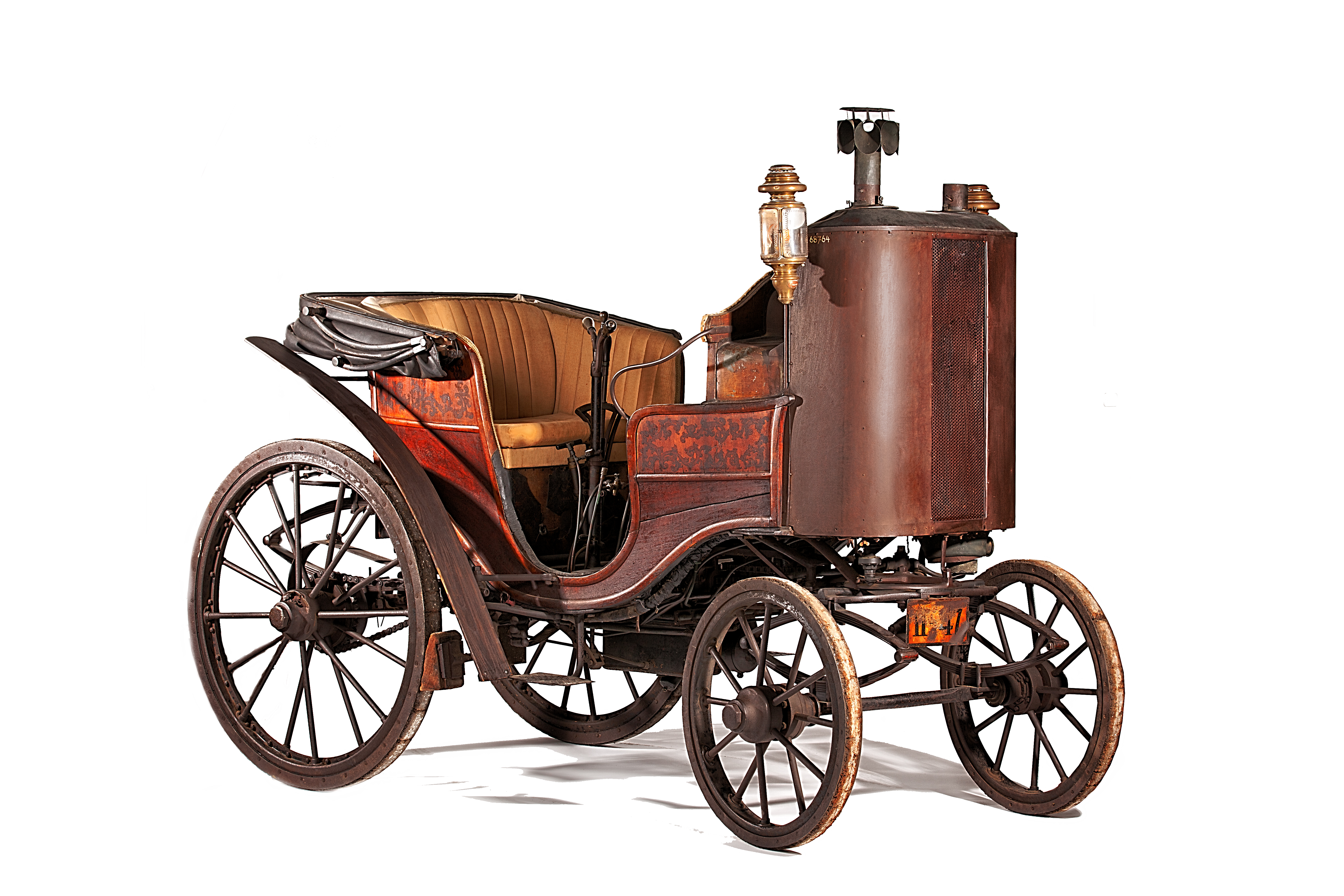
Schöche Dampfwagen Nr. 1

Der Schöche Dampfwagen Nr. 1 ist das älteste bekannte und erhaltene Automobil aus Sachsen.

## Geschichte
Gustav Adolf Schöche (* 1856 in Dresden) führte seit 1880 die Schmiede seines Vaters in der Dresdner Neustadt. Ab 1885 stellte er in der ersten Dresdner Velociped-Fabrik verschiedene Fahrradmodelle her. Daneben beschäftigte er sich auch mit der Konstruktion von Dampfkesseln und Dampfmaschinen. Im Jahr 1895 präsentierte er sein erstes Automobil, den Schöche Dampfwagen Nr. 1. Die Bau- und Entwicklungskosten des Dampfwagens beliefen sich auf etwa 125.000 Mark.
Schöche nutzte den Dampfwagen bis 1910. Anlässlich einer Sonderschau zum Thema 50 Jahre Automobilbau wurde das Fahrzeug 1936 auf der Automobilausstellung in Berlin gezeigt. Danach spendete Schöche den Wagen an das Deutsche Museum in München, wo er im Depot verwahrt wurde. Das Verkehrsmuseum Dresden erhielt 2011 den Dampfwagen Nr. 1 als Leihgabe des Münchner Museums, er wird in der Dauerausstellung Vorfahrt präsentiert.

## Technik

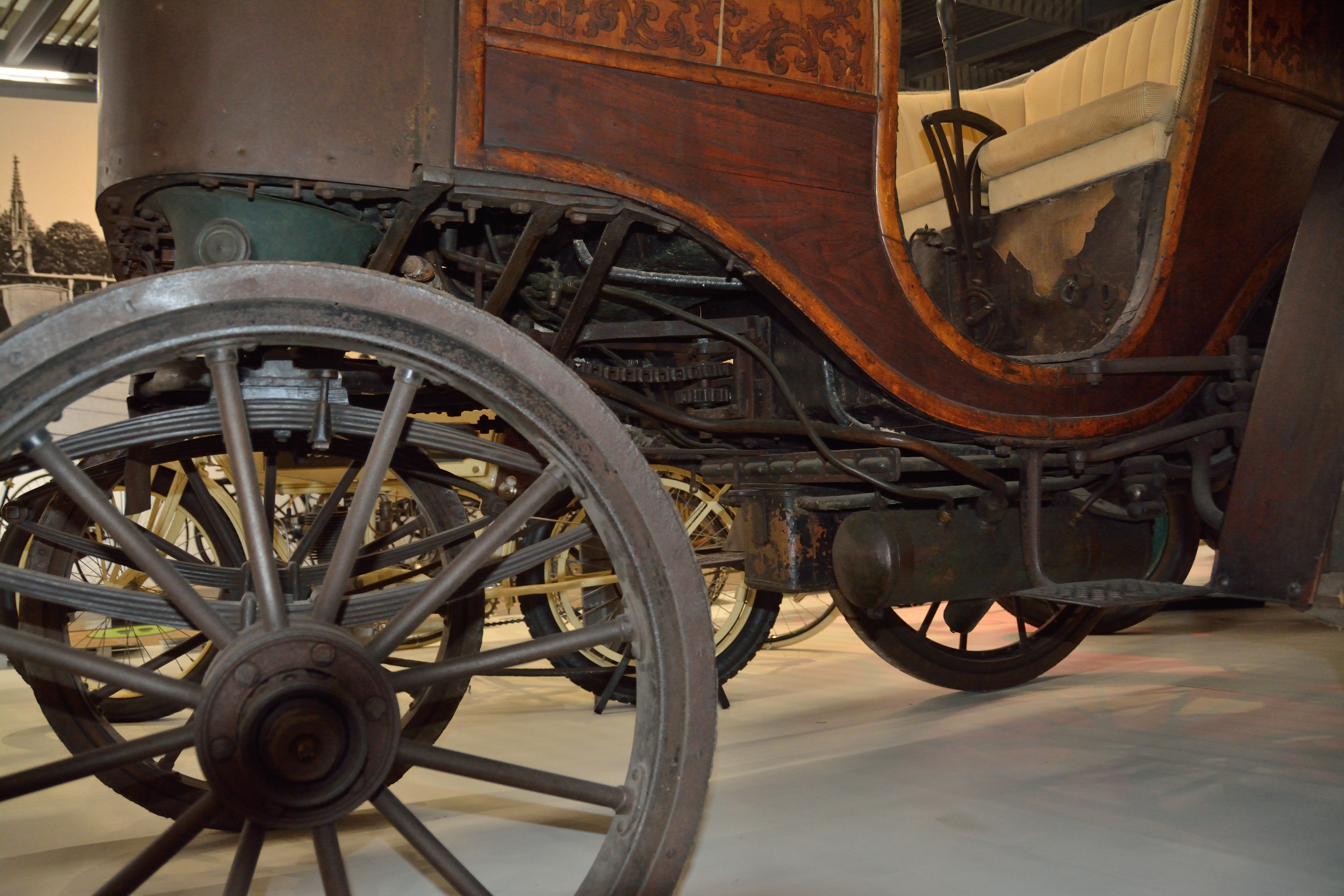
Blick unter den Wagen

Die Form des Schöche Dampfwagens ist der einer Kutsche nachempfunden. Die Dampfmaschine befindet sich unter den Sitzen, vorn sind die beiden mit Petroleum betriebenen Dampfkessel eingebaut. Eine Kette überträgt die Kraft auf die Hinterachse. Die Vorheizzeit der Kessel belief sich auf etwa acht Minuten, zum Einsatz kam ein von Schöche selbst entwickelter Petroleumvergaser. Die Höchstgeschwindigkeit wurde mit der einer damaligen Straßenbahn angegeben, eine Tankfüllung Petroleum reichte nach eigenen Angaben Schöches für ungefähr einen halben Tag.
- Motor: Zweizylinder-Verbunddampfmaschine
- Leistung: 2,9 kW (4 PS) bei 18 at (ca. 17,7 bar) Dampfdruck
- Höchstgeschwindigkeit: 30 km/h
- Gewicht: 960 kg
- Maße (L/B/H): 2800/1540/2100 mm
- Kraftstoff: 30 Liter Petroleum
- Sitzplätze: 2 bis 3